# Paraná (État)
Pour les articles homonymes, voir Paraná.
Le Paraná (prononcé en portugais : /paɾɐˈna/) est l'un des vingt-six États du Brésil. Il est situé dans la région sud du pays. Sa capitale est Curitiba. En 2019, l'État, qui compte 5,4 % de la population brésilienne, est responsable de 6,2 % du PIB brésilien,,,.

## Nom
Le nom de l'État est dérivé de la rivière qui marque la frontière occidentale de son territoire, à la frontière avec le Mato Grosso do Sul, déjà dans la Région Centre-Ouest, et le Paraguay. Le fleuve Parana nait de la confluence entre les rivières Paranaíba et Grande, proche de l'extrémité ouest du Minas Gerais.

## Géographie

### Situation
Le Paraná est bordé par l'État de São Paulo au nord et à l'est, par l'océan Atlantique à l'est, par l'État de Santa Catarina au sud, par l'Argentine au sud-ouest, par le Paraguay à l'ouest et par le Mato Grosso do Sul au nord-ouest. Il couvre une superficie de 199 880 km2.
Cet État est connu pour ses grandes ressources de pins, qu'on trouve dispersées sur le plateau du sud, où le climat est subtropical humide, comme dans les États de Santa Catarina et de Rio Grande do Sul, alors que le reste du Brésil est tropical. L'espèce de pins dominant dans la végétation est le pin du Paraná (Araucaria angustifolia. Les branches de cet arbre apparaissent sur le drapeau et sur les armoiries de l'État, symboles adoptés en 1947. Actuellement, cet écosystème est très détruit, à cause de l'occupation humaine.
Le relief est le plus marqué du Brésil : 52 % du territoire est au-dessus de 600 m (la capitale Curitiba se trouve à 950 m), et seulement 3 % en dessous de 300 m. Le Paraná, l'Iguaçu, l'Ivaí, le Tibaji, le Paranapanema, l'Itararé et le Piquiri sont les plus importants cours d'eau qui arrosent l'État.

## Histoire

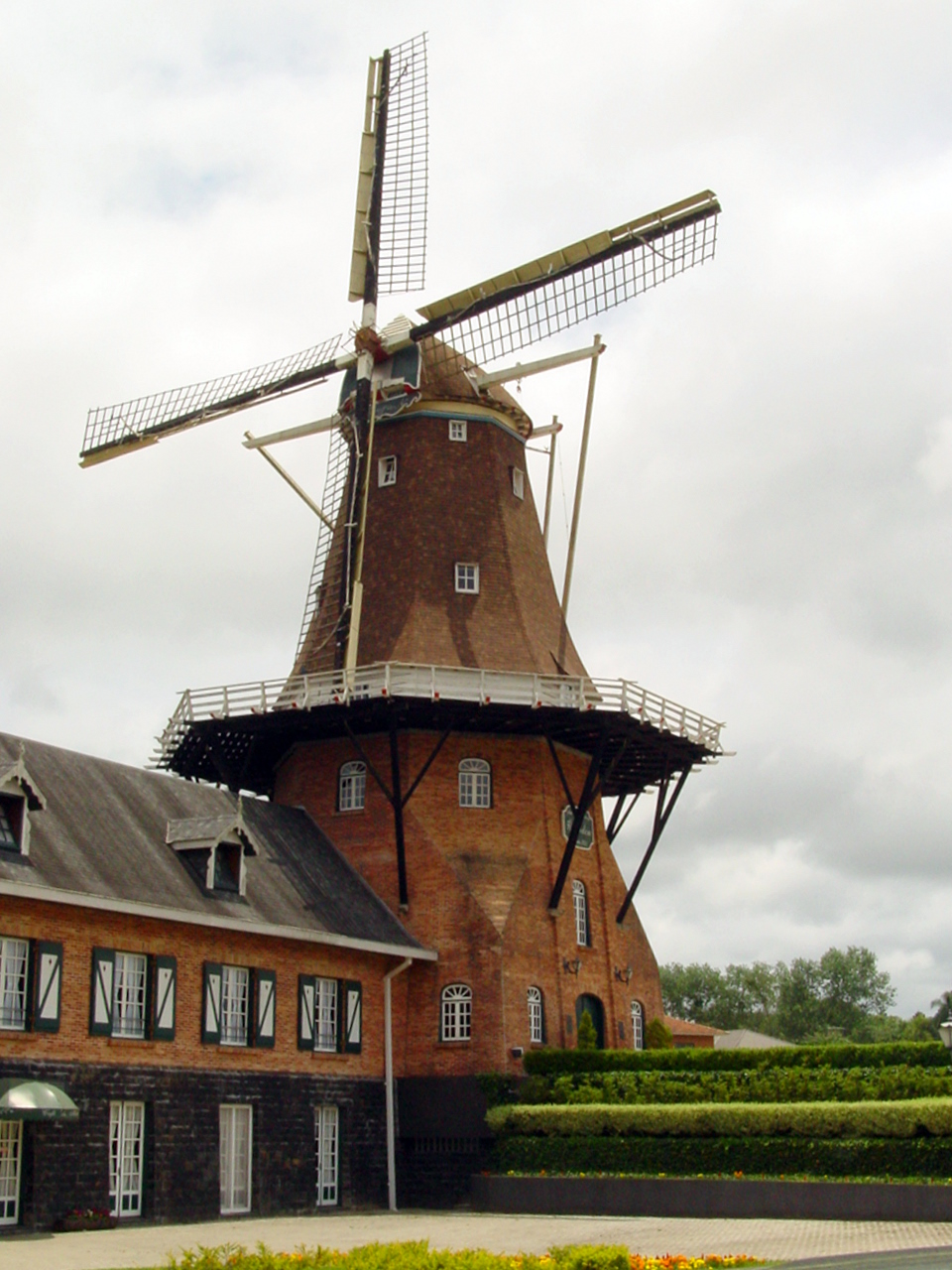
De Immigrant ("L'Immigrant"), moulin à vent de style hollandais dans la colonie de Castrolanda, dans la municipalité de Castro.

Le Paraná, dont le territoire couvre toute l'extension de l'ancienne république de Guairá à l'époque de l'empire espagnol, devint la dernière province de l'empire du Brésil, avec comme premier président Zacharias de Goes et Vasconcelos. Séparée de São Paulo en 1853, elle a été créée en punition de la participation de São Paulo à la révolte libérale de 1842. C'est aussi le plus récent État du sud du Brésil, après ceux de Rio Grande do Sul (1807) et de Santa Catarina (1738).
Les cours mondiaux du café ont connu en 1976-77 une envolée, provoquée par la grande gelée qui a décimé de plus de moitié, la récolte de café du Paraná, en juillet 1975. Avant ce drame, les agriculteurs du Paraná se partageaient entre la production de café et la culture du soja. Après le gel, les caféiculteurs ont tout perdu. Ceux qui ont encore de l’argent se tournent vers le soja, tandis que ceux qui n’en ont plus ont vendu leurs terres et migrent vers les centres urbains proches ou vers les autres états du pays. Dans la deuxième moitié des années 1970, le paysage du nord-ouest du Paraná a brusquement changé. Le café a laissé la place aux cultures commerciales, de sorte qu’à la fin des années 1970, le Paraná devient le plus grand producteur de blé et un des plus grands producteurs de soja du Brésil, ce qui a donné une nouvelle impulsion aux centres urbains de ces régions. La canne à sucre commence aussi à occuper le nord-ouest du Paraná, dans les régions de sols plus sableux, où le soja et le blé ne réussissent pas bien. La monoculture de la canne à sucre a dès lors pris une importance stratégique, l’augmentation des surfaces étant stimulée par l’État, ce qui explique l’arrivée et l’expansion de la canne à sucre dans le nord-ouest du Paraná.

## Économie
L'économie de l'État repose sur l'agriculture, l'élevage et l'industrie ; il est le premier État producteur de maïs et de soja, et le deuxième pour la canne à sucre. L'exploitation du bois et la production de yerba mate sont notables. L'État compte également un secteur industriel en pleine expansion (agroalimentaire, automobile, papier et pâte à papier).
Par son PIB, le Parana est le cinquième plus riche État du Brésil, derrière les États de São Paulo, Rio de Janeiro, Minas Gerais et Rio Grande do Sul.

### Agriculture

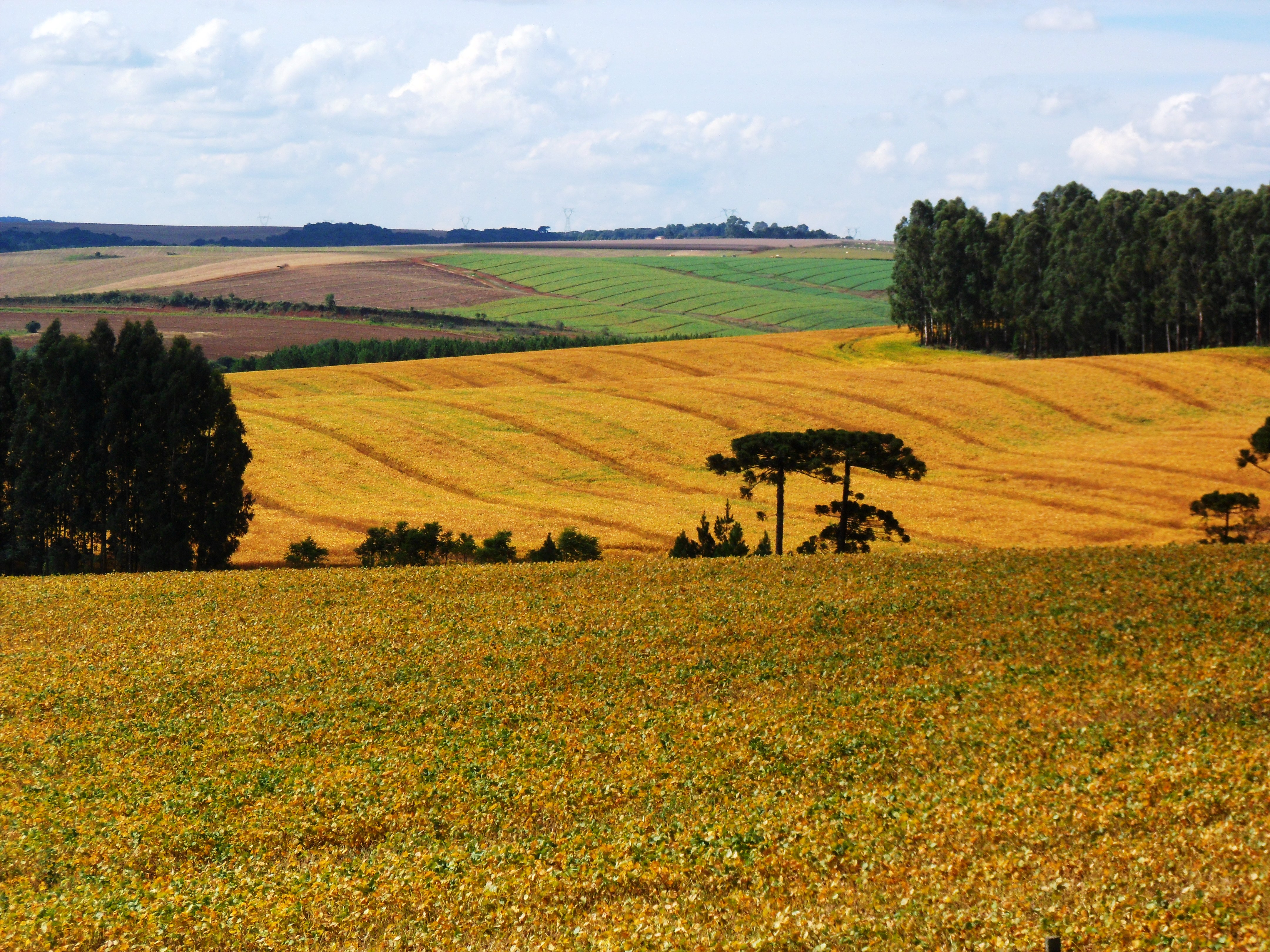
Plantation de soja à Guarapuava

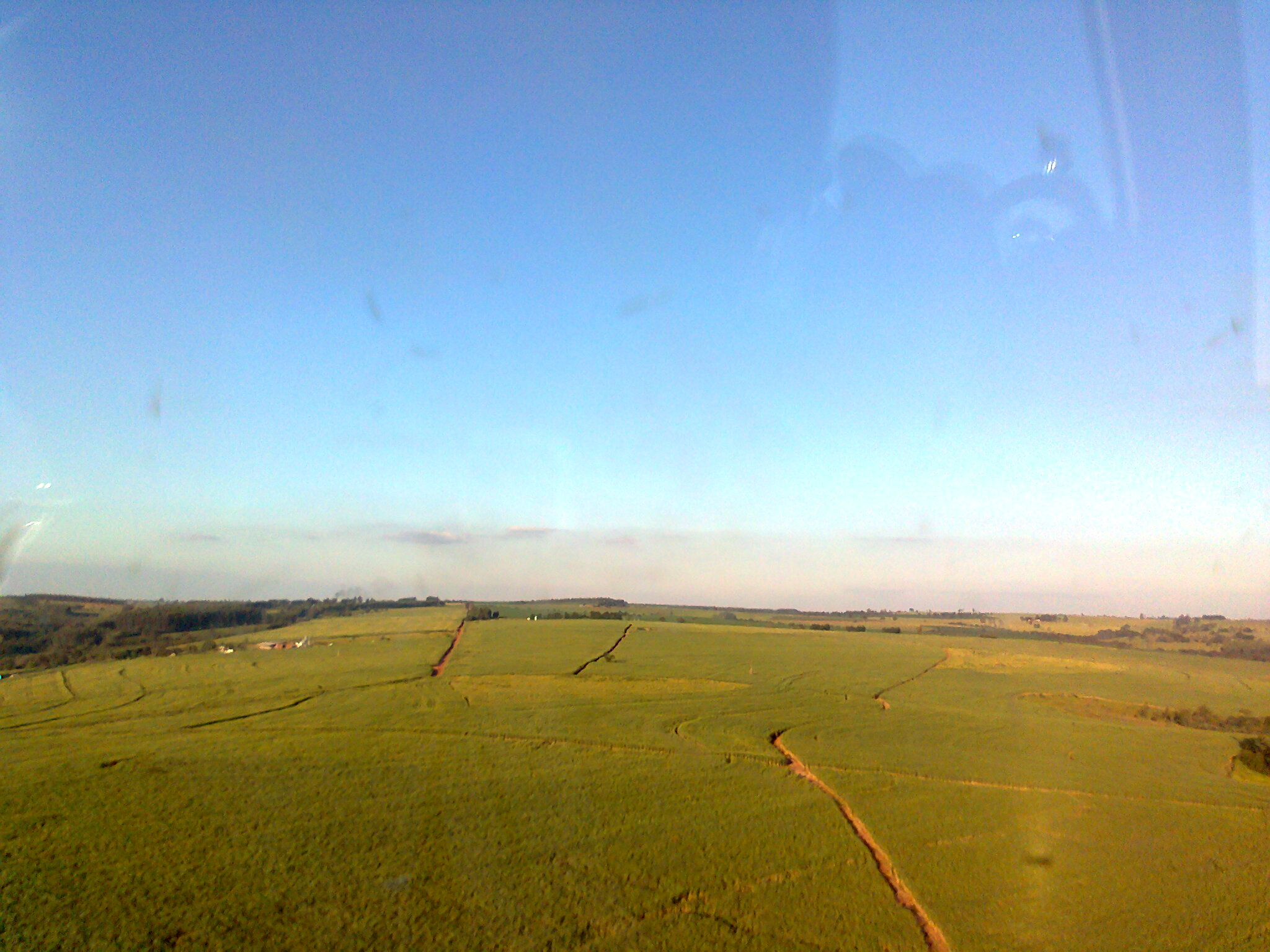
Canne à sucre à Cianorte

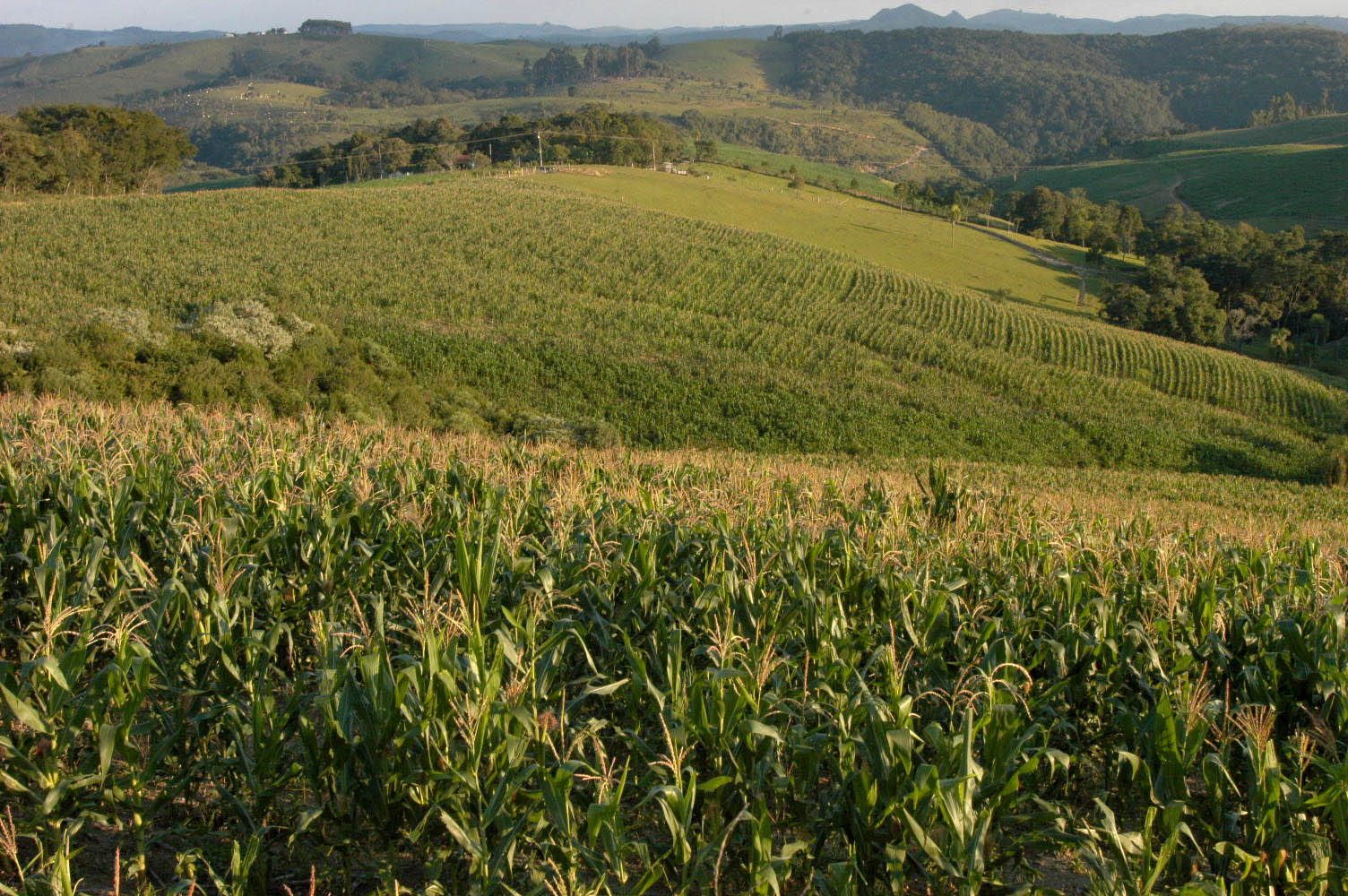
Plantation de maïs à Medianeira

Dans l'agriculture, l'État se démarque dans la production de soja, maïs, blé, canne à sucre, manioc, haricot, tomate, orange et yerba mate, en plus de produire également café, avoine, orge, pêche, mandarine et fraise.
En 2020, la Région Sud a produit 32 % du total national de céréales, légumes et oléagineux. Il y avait 77,2 millions de tonnes, deuxième place au Brésil, perdant seulement au Midwest. Le Paraná (14,9 %) était le deuxième producteur du pays.
En soja, le Paraná est le deuxième producteur du pays, avec environ 16 % de la production nationale. Elle a produit 19,8 millions de tonnes en 2020,. En 2017, elle était également le 2e producteur de maïs. Le Brésil est le premier producteur de soja et le deuxième producteur de maïs au monde,,.
En ce qui concerne la canne à sucre, Paraná était, en 2017, le cinquième producteur de canne à sucre, le troisième de sucre et le cinquième d'alcool du pays. Il a récolté environ 46 millions de tonnes de canne cette année. Le secteur du sucre et de l'alcool de l'État compte 25 usines et emploie environ 55 000 personnes. Les régions d'Umuarama, Paranavaí, Maringá et Jacarezinho concentrent la production. Le Brésil est le premier producteur mondial, avec 672,8 millions de tonnes récoltées en 2018,.
Dans la production de manioc, le Brésil a produit un total de 17,6 millions de tonnes en 2018. Le Paraná était le deuxième producteur du pays, avec 3,2 millions de tonnes.
Depuis 2006, Paraná dirige la production de haricot au Brésil. Le Brésil est le 3e producteur de haricots au monde, avec une récolte annuelle d'environ 3 millions de tonnes, soit 11 % de la production mondiale. En 2018, la région sud était le principal producteur de haricots avec 26,4 % du total, suivie du Midwest (25,4 %), de la région du sud-est (25,1 %), du nord-est (20,6 %) et du nord (2,5 %). L'État du Paraná est en tête du classement des principaux producteurs nationaux avec 18,9 % du total produit,.

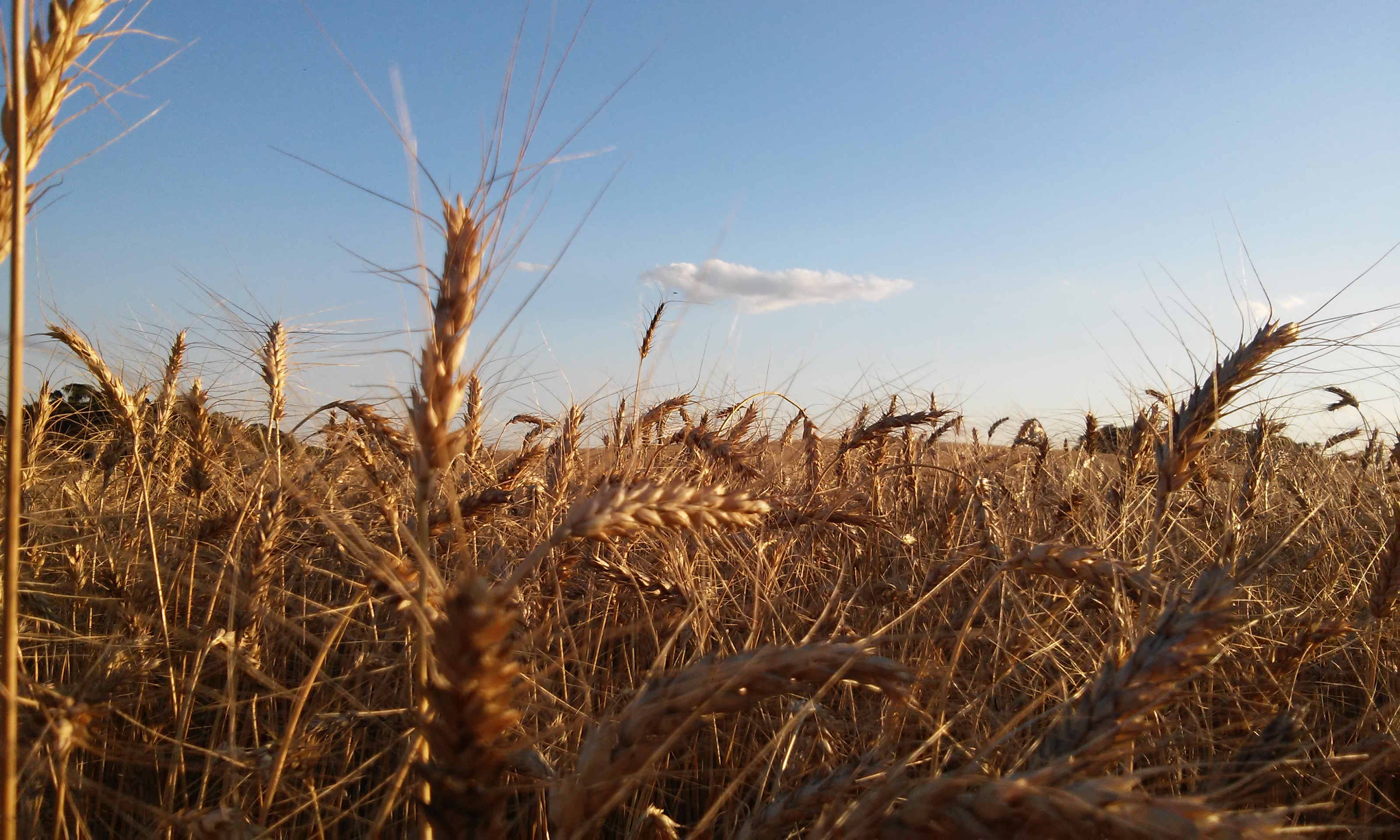
Plantation de blé au Paraná

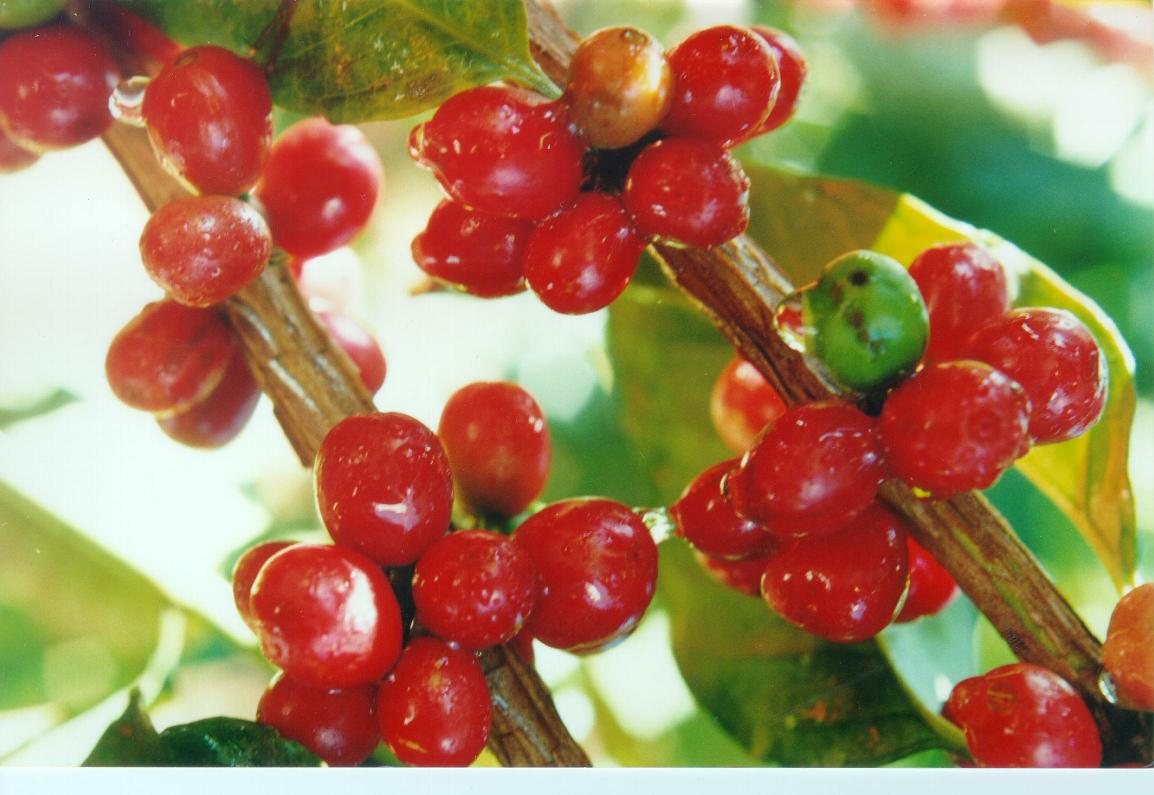
Café à Paraná

Le Paraná est le deuxième producteur national de blé, avec 2,2 millions de tonnes en 2019, presque à égalité avec Rio Grande do Sul, le plus gros producteur,,. La région sud est également le plus grand producteur de avoine au Brésil. En 2019, la production nationale était proche de 800 mille tonnes, presque entièrement réalisée dans le Sud (Paraná et Rio Grande do Sul),.
À propos des oranges, Paraná était le 3e producteur brésilien en 2018, avec un total de 834 000 tonnes.
Bien qu'il ne s'agisse pas d'une production importante, Paraná est le leader brésilien dans la production d'orge. L'État a récolté 219,2 milliers de tonnes en 2019, soit 60 % de la production nationale. Cependant, le Brésil est loin d'être autosuffisant dans la production d'orge. Le marché brésilien consomme en moyenne 1,5 million de tonnes par an. Le Brésil produit 335 000 tonnes, soit près de 22 %. La plupart, 73 %, viennent d'Argentine et d'Uruguay,.
En 2018, le Paraná était le 4e plus grand produit de mandarine au Brésil. Paraná a également une partie de la production de pêches au Brésil. En 2019, au Brésil, il y avait une zone de production totale d'environ 4 000 hectares de fraise. Le Paraná était le 4e plus grand producteur du pays.
Au café, le Paraná est l'État producteur situé plus au sud du pays. C'était autrefois le plus grand État producteur du Brésil: en 1962, le Paraná représentait 58 % de la production nationale, mais en 2017, il n'avait que 2,7 % du total produit dans le pays. La culture du café a été remplacée par d'autres cultures de plantation, et l'objectif de l'État aujourd'hui a été d'investir dans des grains de café spéciaux et plus chers,.
En 2019, le Brésil a produit environ 900 000 tonnes de yerba mate par an, selon l'IBGE. Le Paraná est le premier producteur en volume et le Rio Grande do Sul dans les zones de plantation (et où le secteur est le plus industrialisé). Selon les données de 2017, le Paraná a récolté 301 mille tonnes de yerba mate par méthode d'extraction et 237 mille tonnes en plantation. Le potentiel productif du yerba mate est encore peu exploré au Brésil, avec une bonne partie de la récolte réalisée par le système extractif et avec de faibles niveaux de productivité. Cependant, de nombreux nouveaux producteurs adoptent des systèmes de production plus professionnels et plus efficaces, avec une acuité technique de gestion et une vision du marché mondialisée. Cela tend à accroître les exportations brésiliennes de ce produit.

### Bétail

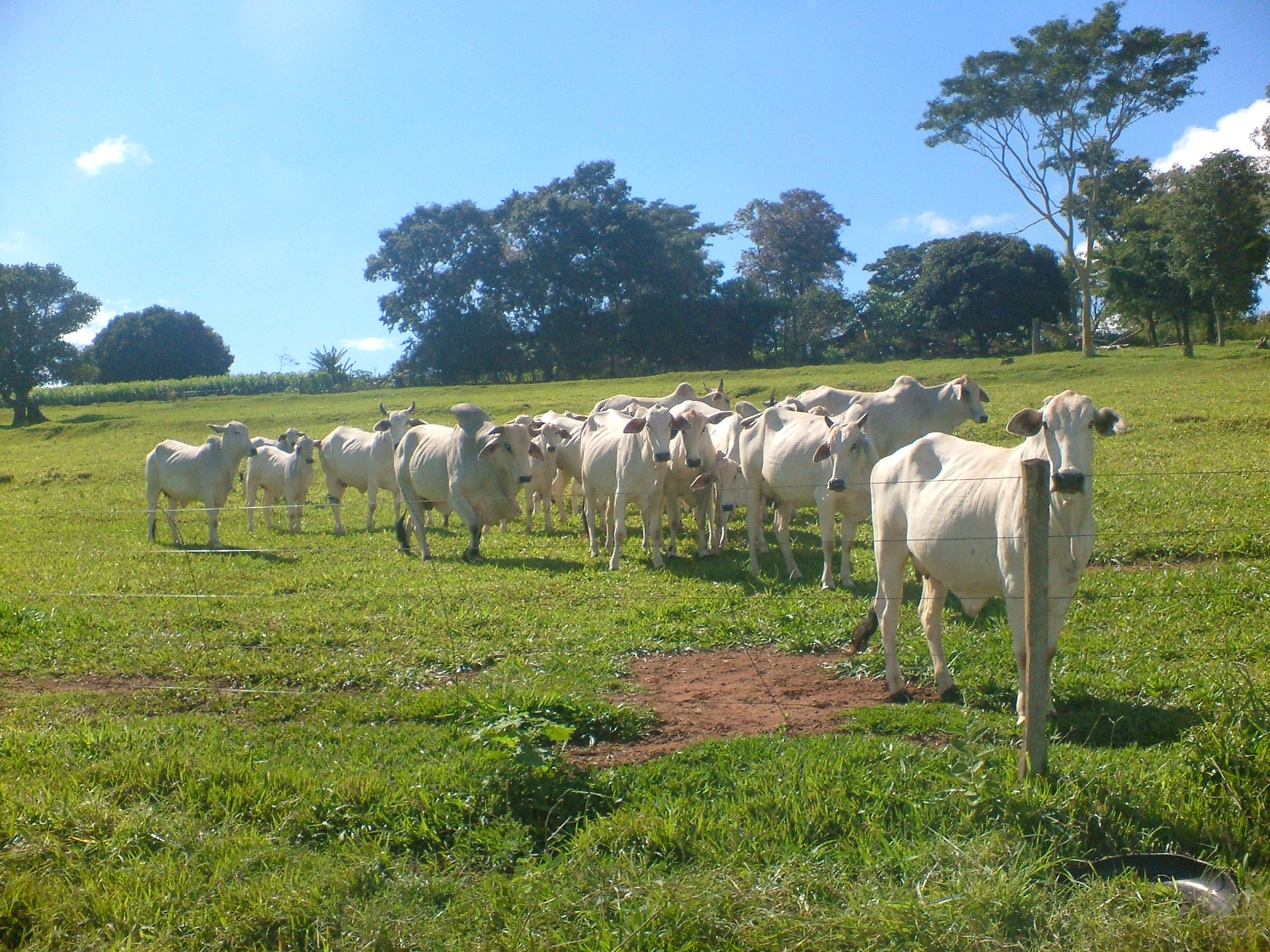
Bovins à São Jorge do Patrocínio

En 2017, le cheptel de bovins de l'État était de 9,3 millions de têtes, soit la 10e place du pays.
En 2018, le Paraná a produit au total 4,4 milliards de litres de lait, ce qui en fait le deuxième producteur du pays. La ville de Castro était le plus grand producteur du pays en 2018, avec 292 millions de litres de lait.
En porc, les 3 États du sud sont les plus gros producteurs du pays. Le Brésil comptait 41,1 millions de têtes en 2017. Le Paraná (17,2 %) est le deuxième producteur,.
Le troupeau brésilien de volailles, en 2018, était de l'ordre de 1,5 milliard de têtes. En 2017, le plus grand État producteur de volaille au Brésil était le Paraná (25,3 %). Pour ce qui est des poulets, en 2017, il y avait 242,8 millions de têtes dans le pays. Parmi les États qui étaient les plus gros producteurs, São Paulo était en tête avec 21,9 %, suivi du Paraná (10,1 %). Dans la production de poulets œufs, l'État occupe le 2e rang au Brésil, avec 9,6 % de la production nationale.
En pisciculture, l'ouest du Paraná, dans les municipalités proches de Tolède et de Cascavel, est devenue la plus grande région de production de poisson du pays, avec tilapia comme principale espèce cultivée. L'ouest représente 69 % de toute la production du Paraná, le plus grand producteur national, avec 112 000 tonnes. Sur ce montant, 91 % concernent l'élevage de tilapias.
La région sud était le principal producteur de miel du pays en 2017, représentant 39,7% du total national. Le Paraná était le deuxième producteur du pays, avec 14,3 %.

### Industrie

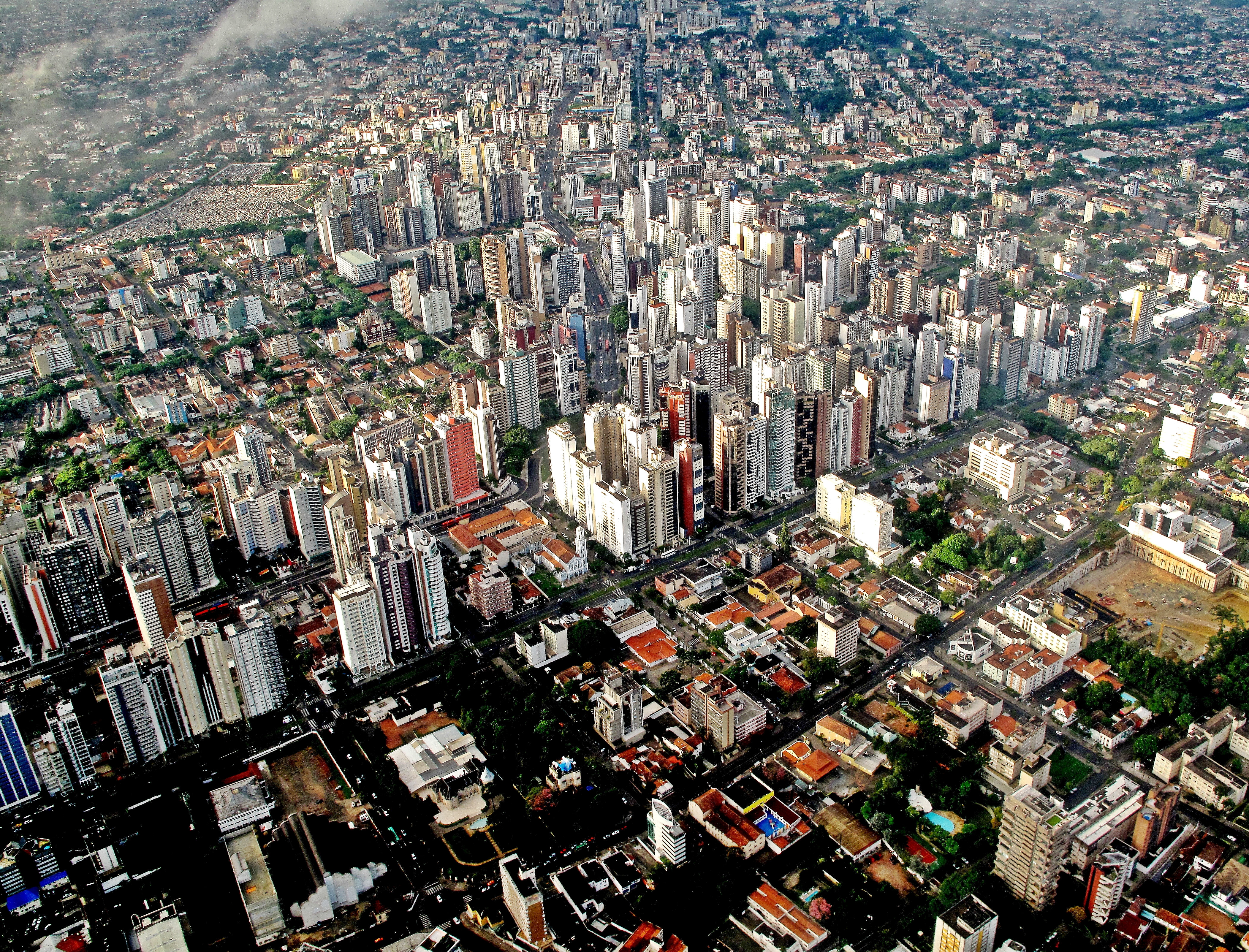
Centre-ville Curitiba

Concernant l'industrie, le Paraná avait un PIB industriel de 92,8 milliards de réaux en 2017, soit 7,8 % de l'industrie nationale. Il emploie 763 064 travailleurs dans l'industrie. Les principaux secteurs industriels sont: l'alimentation (19,1 %), les services industriels d'utilité publique, tels que l'électricité et l'eau (18,5 %), la construction (17,3 %), les véhicules automobiles (8,1 %) et les dérivés du pétrole et les biocarburants (5,7 %) . Ces cinq secteurs concentrent 68,7 % de l'industrie de l'État.
Au Brésil, le secteur automobile représente près de 22 % du PIB industriel. En 2019, l'État est passé à la 2e place dans la production nationale de véhicules, avec 15% de participation. L'État possède des usines Volkswagen, Renault, Audi, Volvo et DAF.

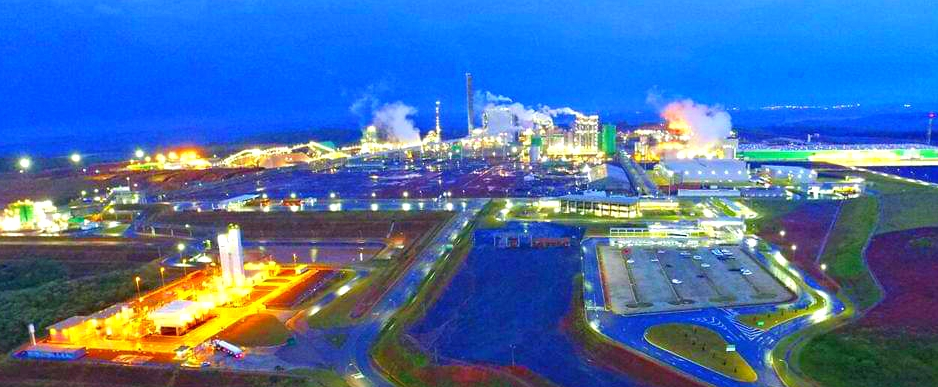
Complexe industriel Klabin, à Ortigueira

Dans le secteur papier et cellulose, la production de pâte brésilienne était de 19,691 millions de tonnes en 2019. Le pays a exporté 7,48 milliards de dollars américains de pâte cette année, 3,25 milliards de dollars seulement vers la Chine. Les exportations de l'industrie forestière brésilienne ont totalisé 9,7 milliards de dollars américains (7,48 milliards de dollars américains de cellulose, 2 milliards de dollars américains de papier et 265 millions de dollars américains de panneaux de bois). La production de papier était de 10,535 millions de tonnes en 2019. Le pays a exporté 2,163 millions de tonnes. En 2016, l'industrie du papier et de la cellulose dans le sud du pays représentait 33 % du total national. Cette année, Paraná était le leader national de la production de bois rond (principalement d'eucalyptus) pour l'industrie de la pâte et du papier (15,9 millions de m3); Le Brésil était le deuxième pays qui produisait le plus de cellulose au monde et le huitième dans la production de papier. La ville qui produisait le plus ces bois au Brésil était Telêmaco Borba (PR), et la 5e plus grande était Ortigueira (PR). En 2016, les cinq principaux États producteurs de grumes pour le papier et la cellulose (principalement eucalyptus) étaient: Paraná (15,9 millions de m3), São Paulo (14,7 millions de m3), Bahia (13,6 millions de m3), Mato Grosso do Sul (9,9 millions de m3) et Minas Gerais (7,8 millions de m3). Ensemble, ils correspondent à 72,7 % de la production nationale de 85,1 millions de m3. Les dix plus grandes municipalités productrices représentaient 22,9 % de la production nationale. Il s'agissait des villes de Telêmaco Borba (PR), Três Lagoas (MS), Caravelas (BA), Mucuri (BA), Ortigueira (PR), São Mateus (ES), Dom Eliseu (PR), Nova Viçosa (BA), Water Clara (MS) et Ribas do Rio Pardo (MS),,,.
Le Paraná est le plus grand producteur de schiste bitumineux au Brésil. Dans la ville de São Mateus do Sul, il y a une usine Petrobras spécialisée dans la production du matériau. Environ 7 800 tonnes sont traitées quotidiennement.

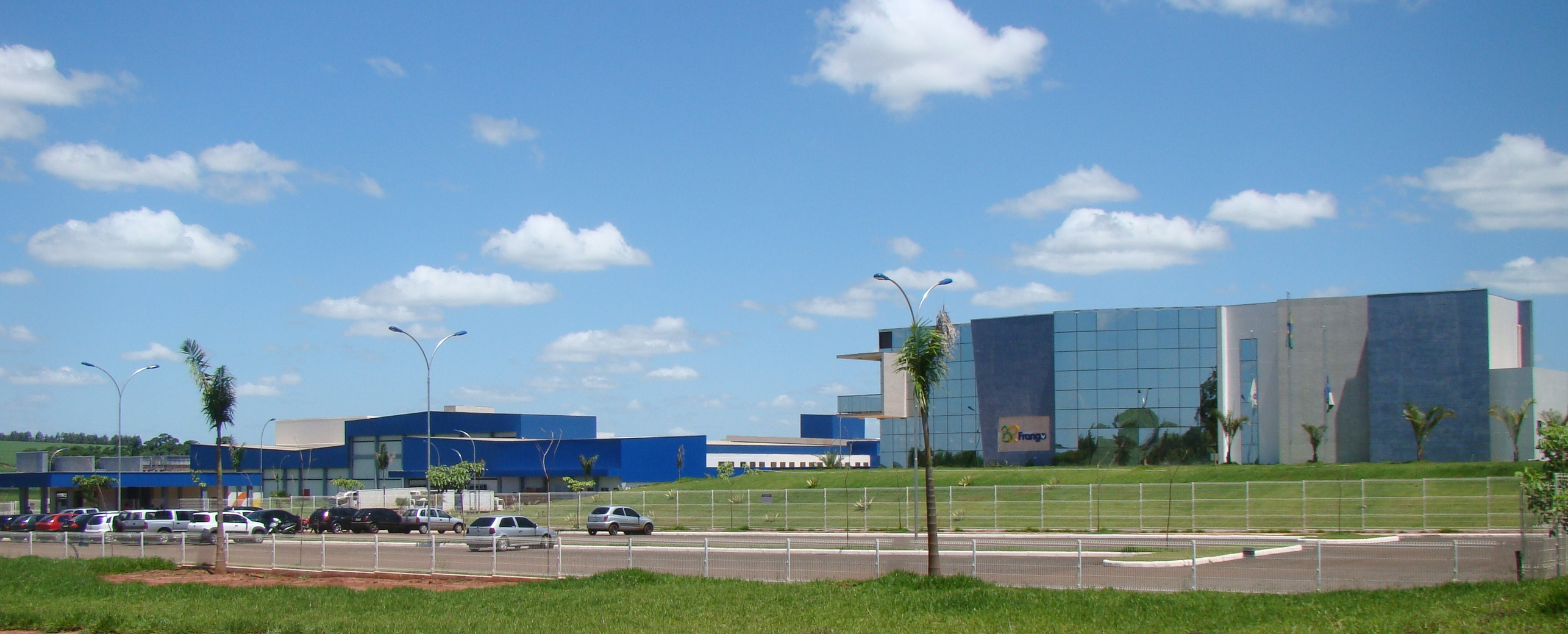
Entreprise alimentaire BR Frango en Santo Inácio

Dans l'industrie alimentaire, en 2019, le Brésil était le deuxième exportateur d'aliments transformés au monde, avec une valeur de 34,1 milliards de dollars en exportations. Le chiffre d'affaires de l'industrie brésilienne des aliments et des boissons en 2019 était de 699,9 milliards de réaux, soit 9,7 % du produit intérieur brut du pays. En 2015, le secteur des aliments et boissons industriels au Brésil comprenait 34 800 entreprises (sans compter les boulangeries), dont la grande majorité étaient de petite taille. Ces entreprises employaient plus de 1 600 000 travailleurs, faisant de l'industrie des aliments et des boissons le plus grand employeur de l'industrie manufacturière. Il existe environ 570 grandes entreprises au Brésil, qui concentrent une bonne partie du chiffre d'affaires total de l'industrie. Paraná a créé des entreprises alimentaires d'importance nationale telles que Frimesa, C.Vale, Nutrimental, Copacol, Coopavel et Matte Leão,,.

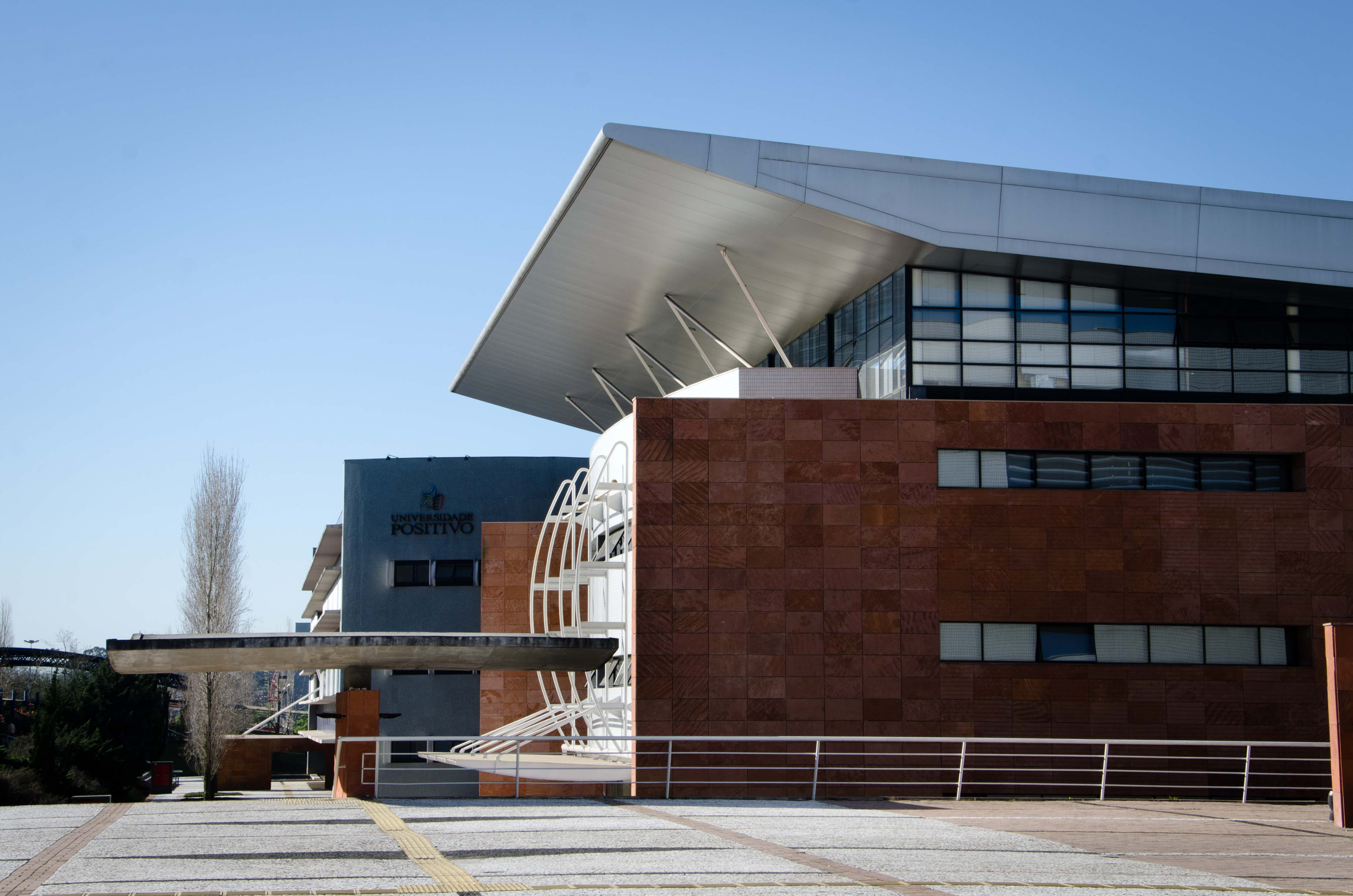
Université Positivo

Dans l'industrie électronique, le chiffre d'affaires des industries au Brésil a atteint 153,0 milliards de réaux en 2019, soit environ 3 % du PIB national. Le nombre d'employés du secteur était de 234 500 personnes. Les exportations se sont chiffrées à 5,6 milliards de dollars américains et les importations du pays à 32,0 milliards de dollars américains. Le Brésil, malgré ses efforts au fil des décennies pour se débarrasser de sa dépendance à l’égard des importations de technologies, n’a pas encore réussi à atteindre ce niveau. Les importations sont concentrées dans des composants coûteux, tels que des processeurs, des microcontrôleurs, des mémoires, des disques magnétiques sous-montés, des lasers, des LED et des LCD. Les câbles pour les télécommunications et la distribution d'électricité, les fils, les fibres optiques et les connecteurs sont fabriqués dans le pays. Le Brésil dispose de deux grands centres de production électro-électroniques, situés dans la région métropolitaine de Campinas, dans l'État de São Paulo, et dans la zone économique libre de Manaus, dans l'État d'Amazonas. Il existe de grandes entreprises technologiques de renommée internationale, ainsi qu'une partie des industries qui participent à sa chaîne d'approvisionnement. Le pays a également d'autres centres plus petits, et l'un d'eux est à Curitiba, capitale du Paraná. ] Le centre technologique de Curitiba compte des entreprises telles que Siemens et Positivo Informatics. Au total, 87 entreprises et 16 000 employés travaillent à Tecnoparque, une zone de 127 000 m2 créée par la loi de l’État en 2007. Tecnoparque peut atteindre 400 000 m2 et recevoir jusqu'à quatre fois le nombre de travailleurs qu’elle compte aujourd'hui, atteignant 68 mille personnes,.
Dans l'industrie de l'électroménager, les ventes brésiliennes d'équipements dits de "ligne blanche" (réfrigérateur, climatisation et autres) ont été de 12,9 millions d'unités en 2017. Le secteur a connu son pic de ventes en 2012 avec 18,9 millions d'unités. Les marques les plus vendues sont Brastemp, Electrolux, Consul et Philips. Brastemp est originaire de São Bernardo do Campo-SP. Consul est originaire de Santa Catarina, ayant fusionné avec Brastemp et faisant aujourd'hui partie de la multinationale Whirlpool Corporation. Une autre marque brésilienne célèbre était Prosdócimo, fondée à Curitiba, qui a été vendue à Electrolux.
Dans le secteur du petit électroménager, Paraná possède l'une des entreprises les plus connues du pays: Britânia, originaire de Curitiba.

## Tourisme

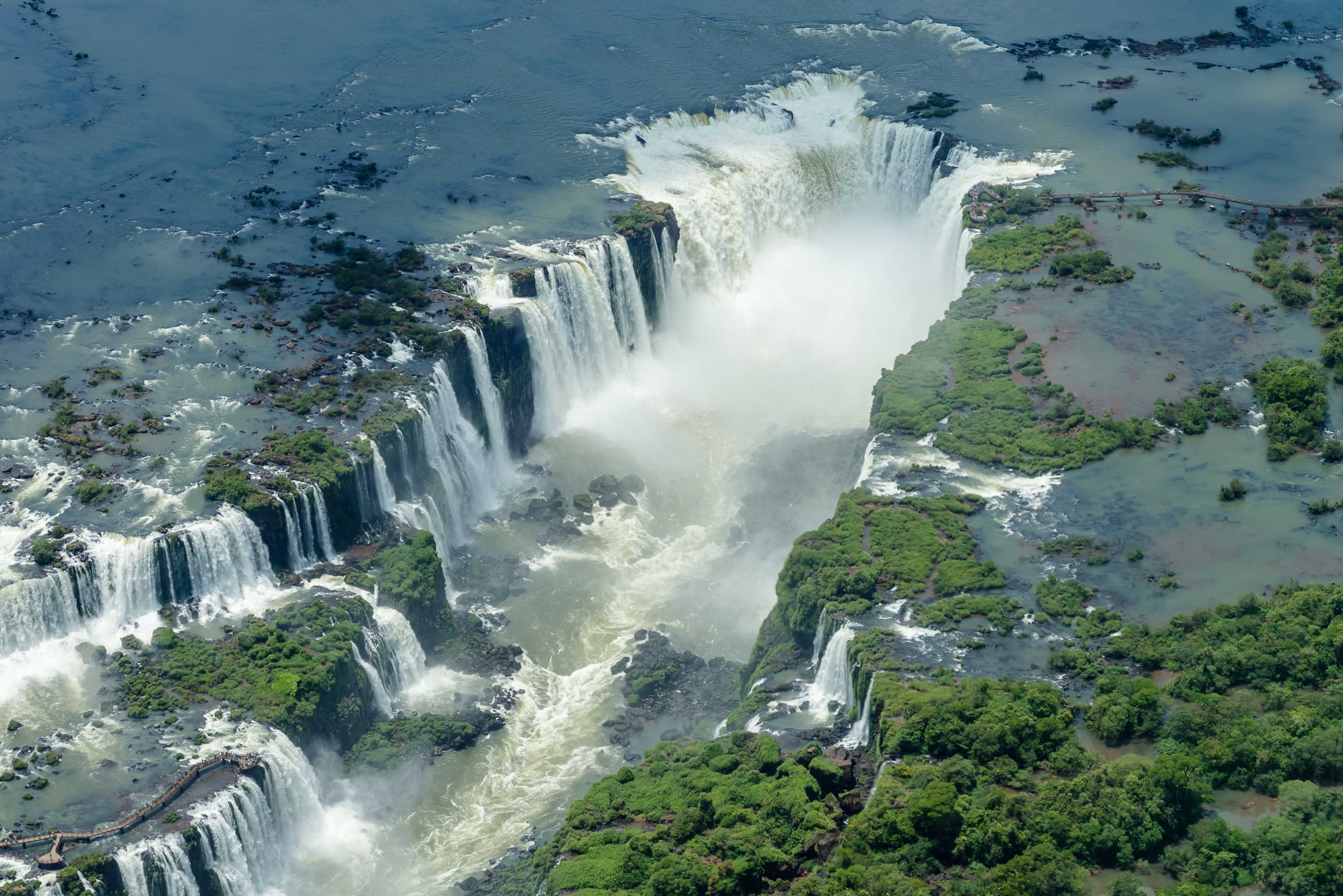
Chutes d'Iguazú.

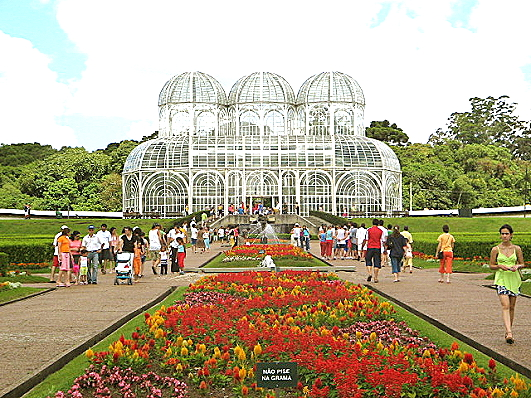
Jardin botanique de Curitiba.

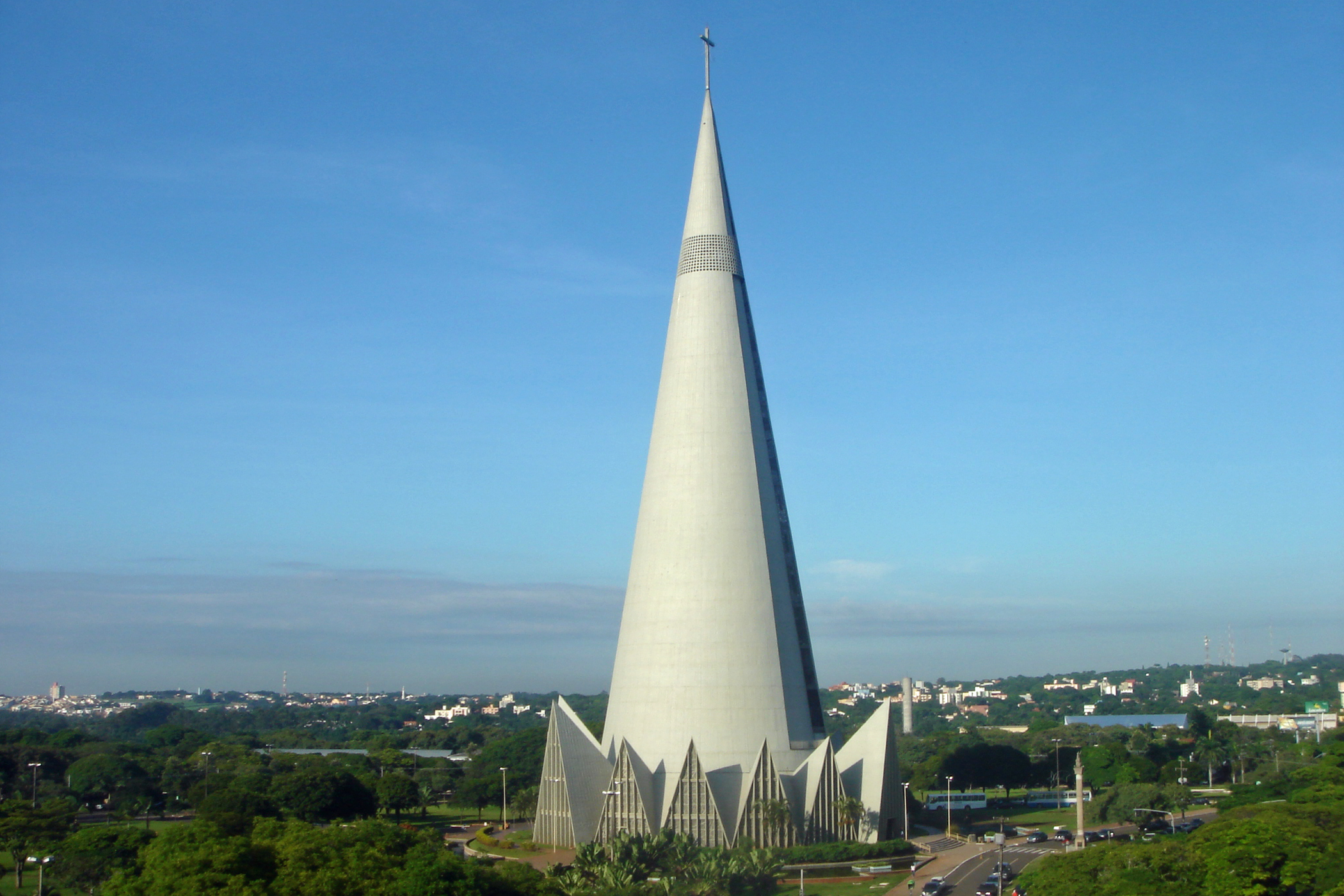
Cathédrale Notre-Dame-de-la-Gloire de Maringá, le deuxième monument le plus haut d'Amérique du Sud.

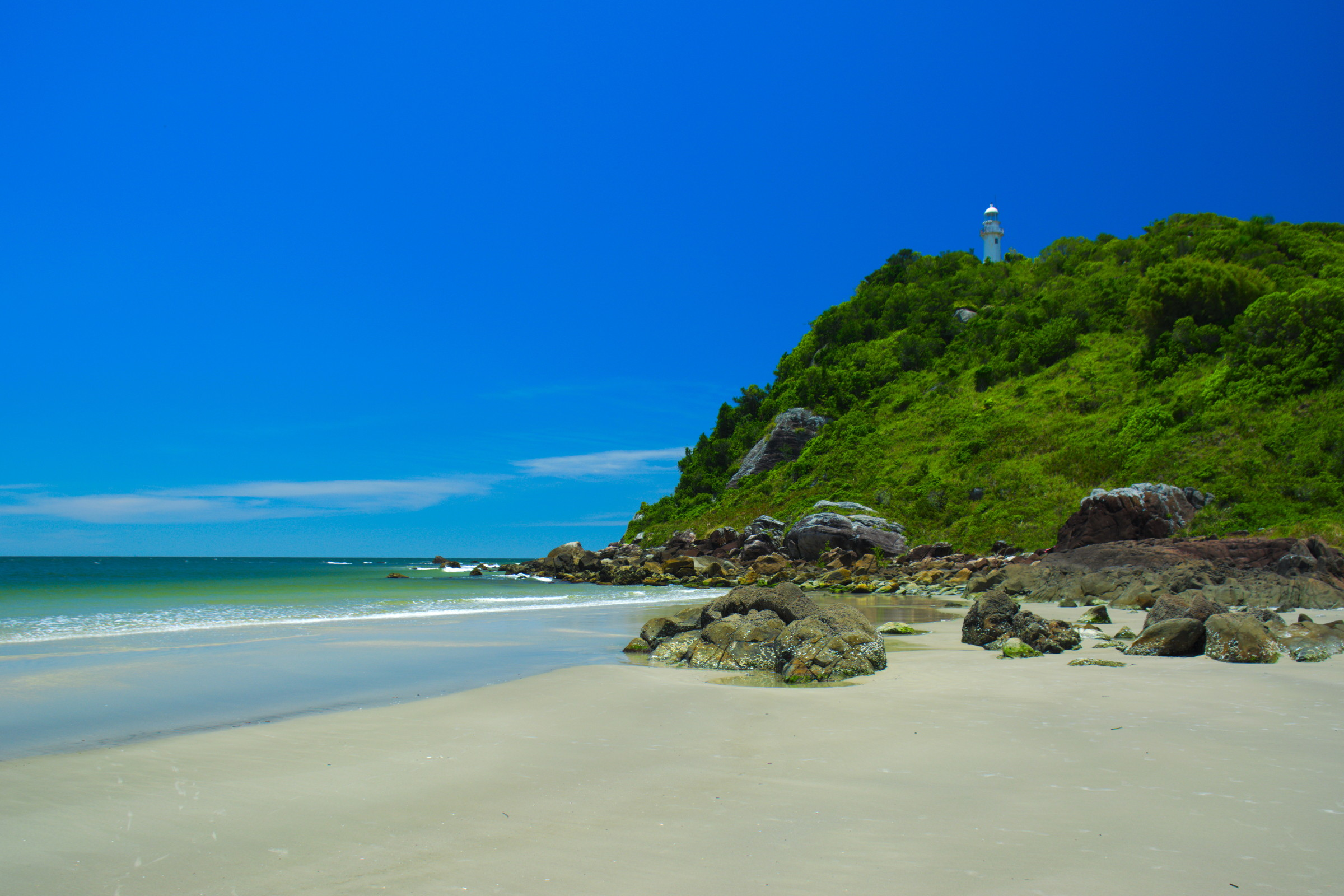
Ilha do Mel.

La ville touristique la plus importante du Paraná est Foz do Iguaçu, la troisième plus grande ville du Brésil qui reçoit le plus grand nombre de visiteurs étrangers pour les loisirs. Il y a deux attractions principales : les chutes d'Iguazu, qui sont les plus grandes du monde, et le Barrage d'Itaipu, le plus grand du monde quant à la production d'électricité. La ville est également célèbre pour la frontière avec Ciudad del Este, au Paraguay, où les Brésiliens font généralement leurs courses et même jouent dans les casinos locaux, car les casinos sont interdits au Brésil.
Curitiba est la troisième ville brésilienne qui reçoit le plus de touristes pour affaires, événements et conférences, et Foz do Iguaçu, la sixième.
À Maringá se trouve la cathédrale de Maringá (basilique mineure de Nossa Senhora da Glória), le deuxième monument le plus haut d'Amérique du Sud et le dixième du monde. Il y a eu une augmentation des visites dans la région du Canyon de Guartelá, (6e plus grand au monde et au Brésil) à Tibagi,.
Des foires et des festivals ont lieu tout au long de l'année, notamment Munchen Fest à Ponta Grossa, Oktoberfest à Rolândia, Carnaval à Tibagi, Festival international à Londrina. Les grandes foires agricoles suscitent également un intérêt considérable, notamment Expo Londrina,.

## Infrastructures

### Routes

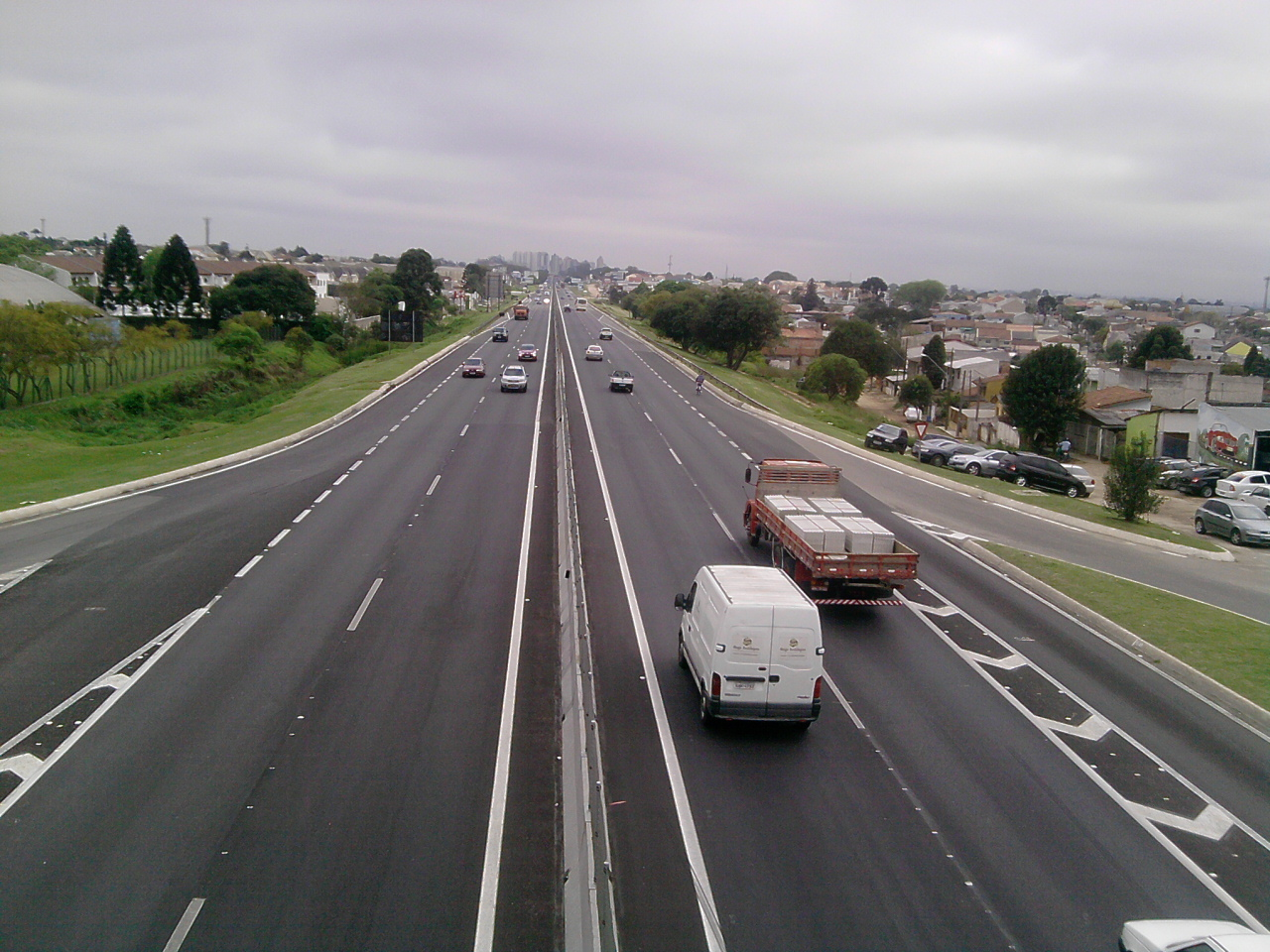
BR-277.

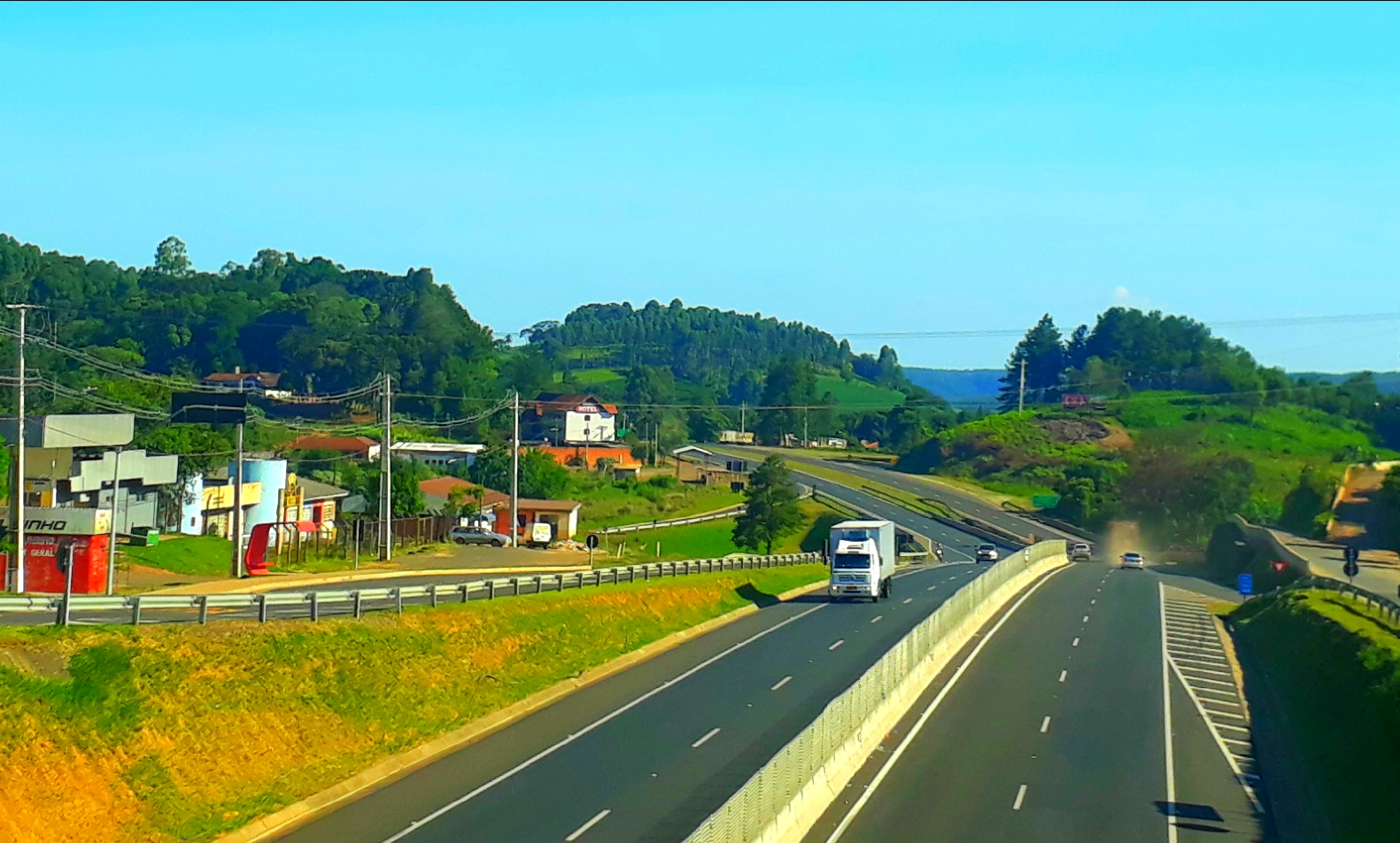
BR-376.

En 2021, le Paraná comptait 120 930 km de routes, dont 21 173 km étaient goudronnées, et parmi celles-ci, 1 475 km étaient des autoroutes.
Il existe actuellement un projet d'octroi des principales autoroutes de l'État (BR-369, BR-376, BR-277 et quelques autres) au secteur privé dans le cadre d'un grand projet visant à dupliquer 1 782 km de routes, entre autres travaux d'amélioration.
La capitale, Curitiba, possède une rocade autour de la ville, incomplète uniquement parce que la partie nord (la moins peuplée de la région) n'a pas encore été construite.

### Aéroports Internationaux

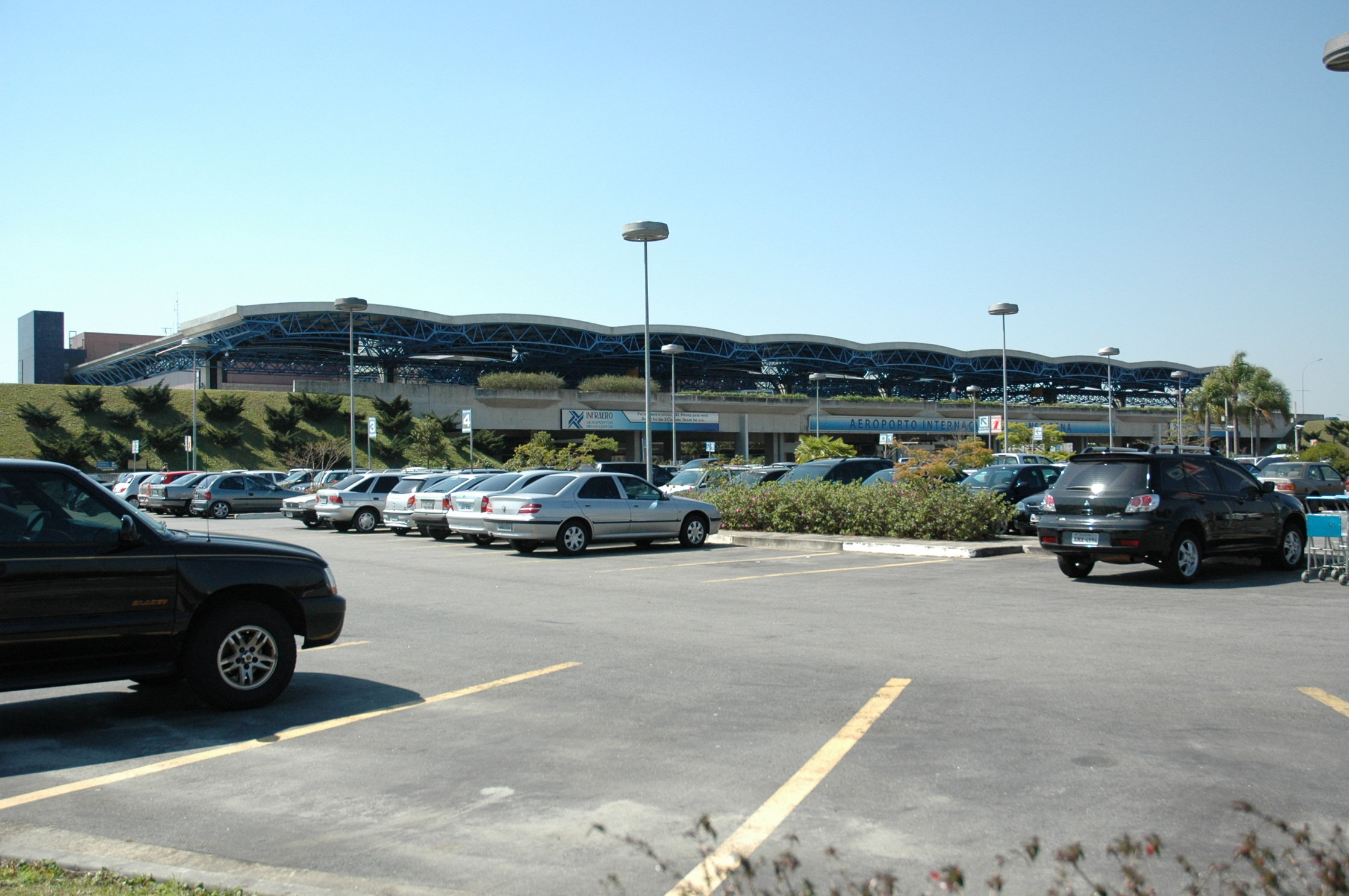
Aéroport international de Curitiba

L'état dispose de plusieurs aéroports dont les principaux sont :
- L'Aéroport international de Curitiba est le principal aéroport de Curitiba. Il est situé dans la ville voisine de São José dos Pinhais.
- Aéroport international de Foz do Iguaçu;
- Aéroport de Londrina ;
- Aéroport de Cascavel ;
- Aéroport régional de Maringá.

L'apogée du transport aérien dans l'État remonte à 1957, lorsque 31 villes étaient desservies par des vols.

### Ports

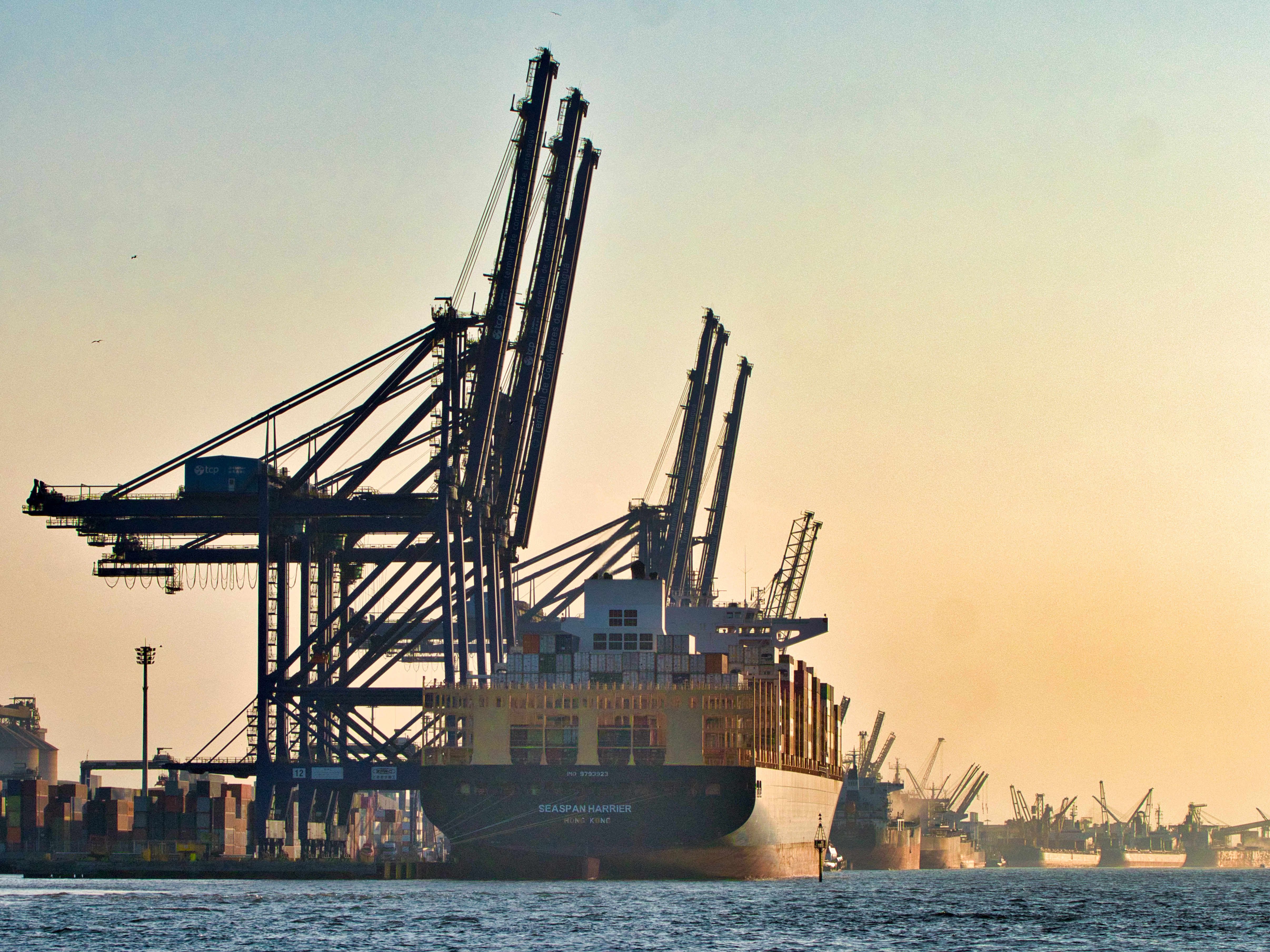
Port de Paranaguá.

Le Paraná possède le port de Paranaguá, l'un des principaux ports du pays, qui en 2021 a transporté 56 millions de tonnes de marchandises. Il y a aussi le port d'Antonina, qui a traité en 2021 1,5 million de tonnes de marchandises.
Une grande partie de la production du Mato Grosso do Sul, du Mato Grosso, de Santa Catarina, du Rio Grande do Sul, du Minas Gerais, de São Paulo et même du Paraguay est envoyée au port de Paranaguá pour l'exportation maritime. De nombreux chemins de fer ont accès à Paranaguá, parmi les principaux sont le Ferroeste, Malha Sul et le chemin de fer Curitiba-Paranaguá.

## Sport

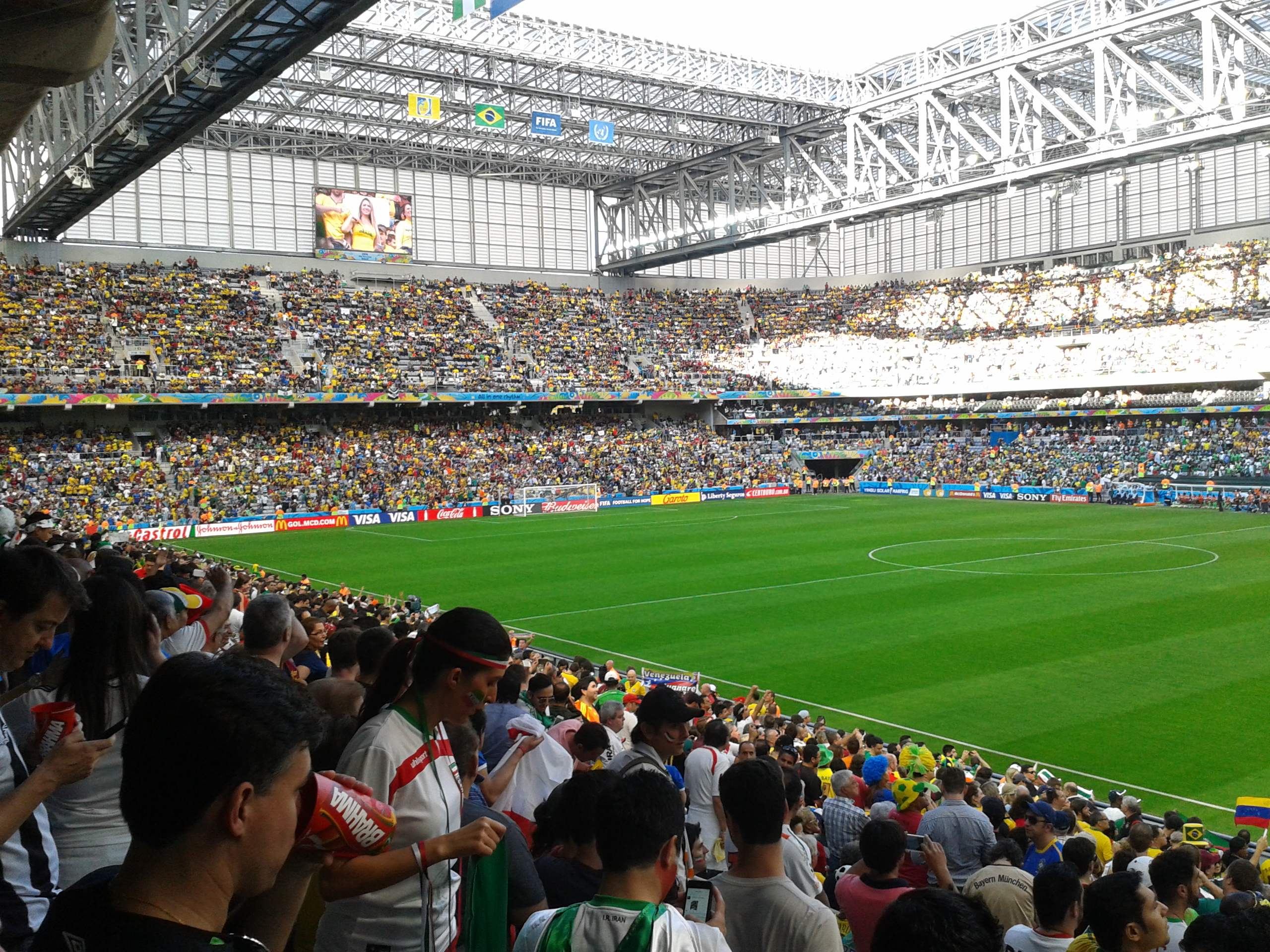
Arena da Baixada pendant le match entre l'Iran et le Nigeria pendant la Coupe du monde de football 2014.

Deux des équipes de football les plus importantes de l'État sont le Club Athletico Paranaense et le Coritiba Foot Ball Club, qui jouent le derby d'Atletiba. Curitiba était l'une des 12 villes hôtes de la Coupe du monde de football 2014.
Les médaillés olympiques suivants sont nés dans l'État : Vanderlei Cordeiro de Lima et Édson Ribeiro en athlétisme ; Natália Falavigna en taekwondo ; Douglas Vieira en judo ; Cyro Delgado en natation ; Giba, Serginho, Elisângela Oliveira et Filó en volleyball ; Emanuel Rego en beach-volley ; ainsi que des médaillés des championnats du monde tels que Jadel Gregório en athlétisme et Amanda, Karol Souza et Mayara Moura en handball.

## Centrale hydro-électrique d'Itaipu

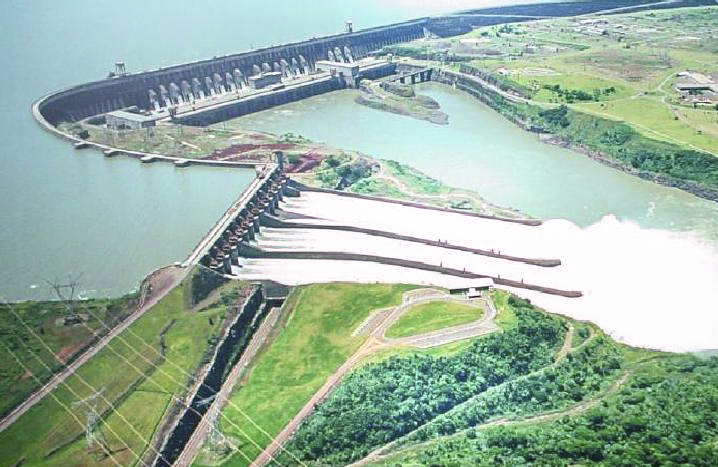
Barrage d'Itaipu à Foz do Iguaçu.

Le Brésil partage la centrale hydroélectrique d'Itaipu avec le Paraguay, qui était la plus grande centrale hydroélectrique au monde quant à la capacité installée et la production d'énergie, avec 14 GW installés, jusqu'à la construction de la centrale des Trois Gorges en Chine, qui compte 22 GW. Cependant, Itaipu reste la plus grande centrale hydroélectrique au monde quant à la production d'énergie. Dans le passé, elle fournissait de l'électricité à 25 % de la population brésilienne et à 95 % de la population paraguayenne ; avec l'expansion du parc énergétique brésilien, la part d'Itaipu dans ce montant est désormais considérablement réduite. L’association américaine des ingénieurs civils a classé cette centrale comme l’une des Sept Merveilles du monde moderne. L'usine est construite sur le fleuve Paraná, à proximité des chutes d'Iguaçu.

## Villes principales

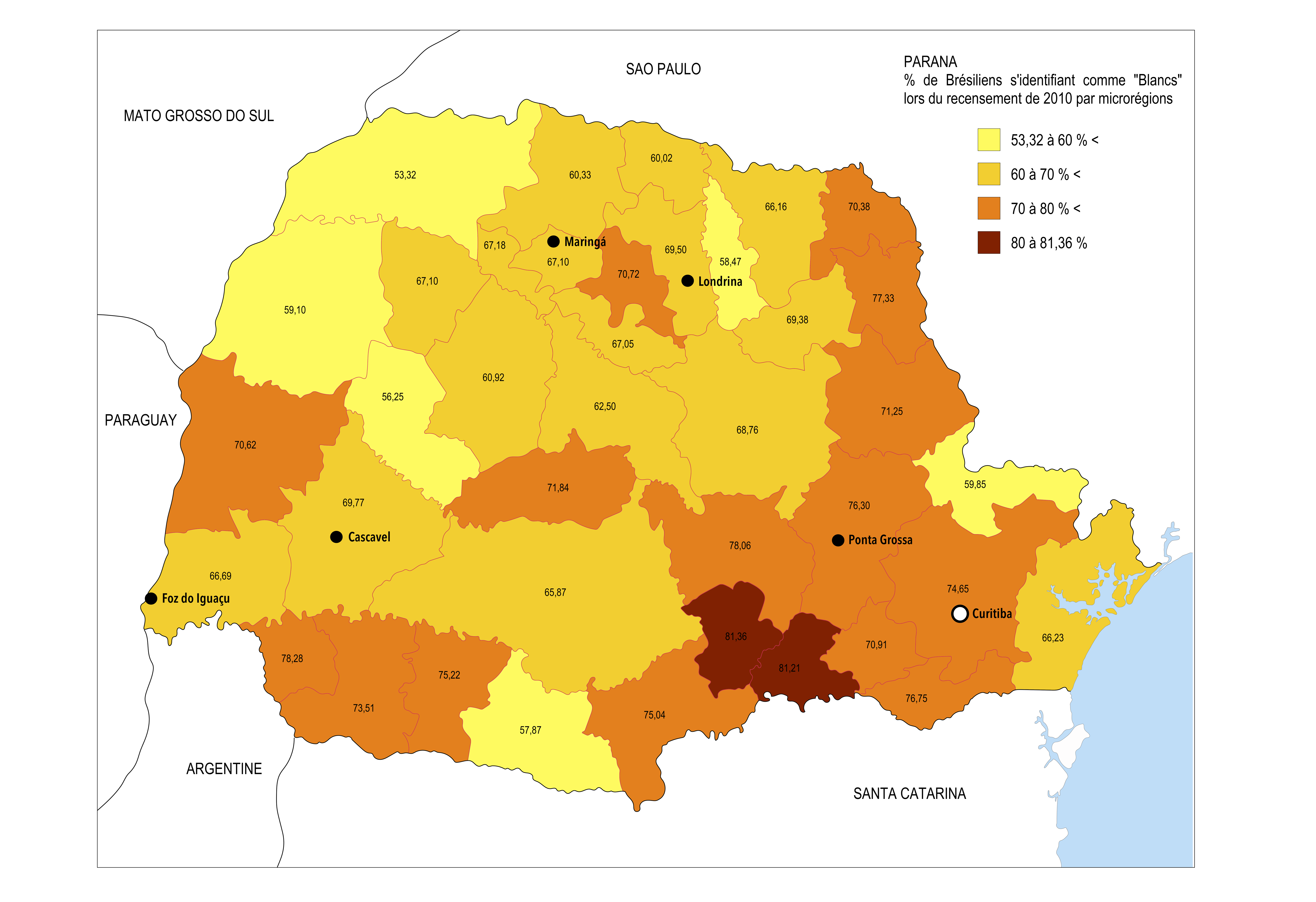
Proportion d'habitants s'identifiant comme blancs lors du recensement de 2010 par micro région.

Les principales municipalités sont Curitiba, la capitale, Londrina, Maringá, Ponta Grossa, Cascavel, Toledo, Pato Branco, Foz do Iguaçu, Francisco Beltrão, Pinhais, Guarapuava, União da Vitória, Paranaguá, Apucarana, Umuarama, Campo Mourão, Arapongas, Paranavaí, et d'autres villes de la région métropolitaine de Curitiba comme Araucária, qui a le deuxième PIB de l'État.

## Gouverneurs
| Période | Période  | Identité          | Étiquette | Qualité |
| ------- | -------- | ----------------- | --------- | ------- |
| 1987    | 1991     | Álvaro Dias       | PST       |         |
| 1991    | 1994     | Roberto Requião   | PMDB      |         |
| 1994    | 1995     | Mário Pereira     | PMDB      |         |
| 1995    | 2002     | Jaime Lerner      | PFL       |         |
| 2003    | 2006     | Roberto Requião   | PMDB      |         |
| 2006    | 2007     | Hermas Brandão Jr | PSB       |         |
| 2007    | 2010     | Roberto Requião   | PMDB      |         |
| 2010    | 2011     | Orlando Pessuti   | PMDB      |         |
| 2011    | 2018     | Beto Richa        | PSDB      |         |
| 2018    | 2018     | Cida Borghetti    | PP        |         |
| 2019    | En cours | Ratinho Júnior    | PSD       |         |